# FIFA 온라인
《FIFA 온라인》(FIFA Online)은 온라인으로 진행되는 FIFA 비디오 게임 시리즈이다. 
- FIFA 온라인
- FIFA 온라인 2
- FIFA 온라인 3
- FC 온라인
- FIFA 슈퍼스타
- FIFA 월드